# Schoenoplectiella supina
Schoenoplectiella supina (куга лежача як Scirpus supinus) — вид трав'янистих рослин з родини Осокові (Cyperaceae), який має уривчасте поширення у Євразії, Африці й Південній Америці.

## Опис
Однорічна рослина 5–30 см. Стебло з плівчастою коричневою піхвою. Навколоцвітних щетинок немає. Колосків до 10, подовжено-яйцеподібних, 5–8 мм завдовжки. Горішок 1–1.5 мм завдовжки. Корені волокнисті. Стебла зеленуваті, 1–1.7 мм завтовшки, 3-кутові або майже циліндричні. Листові піхви блідо-зелені, 2–6 см. Листова пластина присутня або відсутня. Горішки чорні при зрілості, широкооберненояйцеподібні, 1–1.3 мм, тристоронній, неясно або виразно поперечно зморщені.

## Поширення
Має уривчасте поширення у Євразії, Африці й Південній Америці.
Зростає у тимчасових басейнах, поглибленнях, затоплених сільськогосподарських угіддях, рисових полях, алювіальних квартирах, затоплених піщаних землях, вологих місцях та навколо озер, водосховищ та ставків. Для встановлення популяції виду потрібні відкриті піщані місця. Він також виявляється в рисових полях низької інтенсивності.
В Україні вид зростає на мулистих берегах річок, у подах — у Поліссі та Лісостепу (переважно по Дніпру), зрідка; у Степу (головним чином по Дніпру і в подах), б. м. зазвичай.